# 上後鋸筋
上後鋸筋（じょうこうきょきん、英語: serratus posterior superior muscle）は、棘肋筋のうち、菱形筋の深層に位置する薄い筋肉である。頸椎および胸椎の棘突起を起始とし、外側下方に向かって走り、肋骨に付着する。
肋骨を上方へと引く作用がある。
肩こりがこの筋まで入り込むと、難治性となりやすい。

## 画像

上後鋸筋の位置。赤で示す
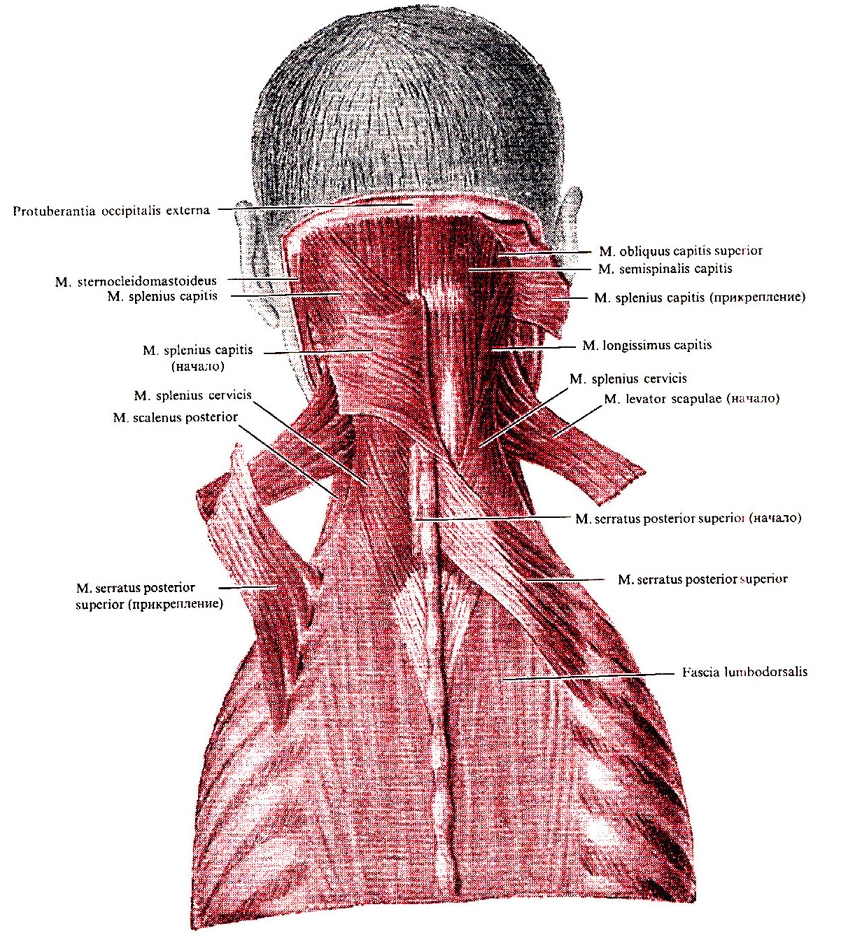
背部の筋。上後鋸筋は画像中央。左側はめくれた状態で描かれている。